# 後百濟
后百济（892年—936年9月26日），正式国号为百济，朝鲜半岛后三国之一。892年，新罗西南军阀甄萱起兵，攻占武珍州，自立为王，但对外仍以新罗属臣自居。900年，甄萱入完山州，公开称百济王，正式建立后百济。936年九月，后百济为高丽所灭，传国二世四十四年。

## 建国
甄萱是新罗尚州加恩县人，本姓李，后以甄为氏。其父阿慈介，初为农民。新罗真圣王三年（889年），元宗、哀奴等人叛据沙伐州（今尚州市）。阿慈介亦参与其中，遂起家为将军，据有尚州。甄萱最初为新罗军卒，戍守新罗西南海时，因有战功升为裨将。
此时新罗各地爆发农民起义，新罗的统治土崩瓦解。在元宗、哀奴起兵的三年后，即真圣王六年（892年），甄萱也起兵反叛新罗，所过郡县纷纷响应，旬月之间，达到五千人，于是袭取新罗西南重镇武珍州（今光州市），自封为王，但不敢对外公开，对外自称新罗西面都统指挥兵马制置、持节、都督全武公等州军事、行全州刺史、兼御史中丞、上柱国，汉南郡开国公，食邑二千户。
900年，甄萱入完山州（现全州），自称百济王，始建官制，并遣使到吴越，得到了吴越国的支持。

## 扩张
甄萱建立后百济之后，开始发动一系列的扩张战争。一方面，向东进攻新罗康州、大耶等郡县，一方面与北方的弓裔争夺熊州、尚州地区的控制权。此时弓裔在松岳建立了后高句丽，积极向南扩张，攻陷了广、忠、青三州、唐城、槐壤等郡县，与百济发生冲突。
901年，甄萱率军攻新罗大耶城，不下。移军锦城之南，掠夺沿海部落而还。
903年三月，弓裔遣王建率舟师攻取锦城等十余郡县，置罗州（今罗州市），分兵戍守。
906年，弓裔遣王建等攻尚州沙伐镇，甄萱兵败。
907年，甄萱取一善郡以南十余城。
909年六月，弓裔遣军降珍岛郡，破皋夷岛城。
910年，甄萱率步骑三千围攻罗州，不克。弓裔遣水军救援罗州，甄萱罢兵而还。
912年，与后高丽军战于德津浦。
918年，泰封國大将王建取代暴君弓裔，建立了高丽。是岁熊、运等十余州县叛降百济。
920年，甄萱率步骑一万，攻陷大耶城，进军于进礼城，新罗告急于高丽，高丽出兵援救新罗，甄萱退兵，于是与高丽结怨。
924年七月，甄萱遣其子须弥康发大耶、闻韶二城卒攻曹物城，不克。
925年十月，甄萱率军三千骑围攻曹物城，王建率精兵救援，互相质子，约和罢兵。十二月，百济攻陷居昌等二十余城。
926年，百济质子真虎暴死，甄萱杀害高丽质子王信，丽、济关系再度恶化。
927年正月，高丽攻取龙州。八月，高思葛伊城归降高丽，高丽置闻喜郡，百济诸城皆降于高丽。九月，甄萱攻烧近岩城，袭破高郁府，入新罗王都，杀害新罗景哀王，立金傅为敬顺王。十月，高丽与百济会战于公山，高丽大败，甄萱乘机取大木郡。
928年五月，甄萱攻康州，杀三百人，康州将军有文归降于百济。八月，甄萱命遣军城阳山，以此围攻尚州，为高丽军击退。十一月，甄萱遣军攻破缶谷城（乌于谷城），杀守卒千余人。

## 衰亡
929年七月，甄萱以甲兵五千攻义城府（今庆尚北道义城郡），杀城主将军洪术。十月，甄萱围攻加恩县，不克。十二月，甄萱围攻古昌郡（今庆尚北道安东市）。
930年正月丙戌日，甄萱与王建会战于古昌郡北的瓶山。甄萱大败，死者八千，次日，甄萱率残兵袭破顺州城，掳百姓归全州。二月，古昌之战后，东海岸溟州至兴骊府一百余城的归顺高丽，后百济势力开始衰退。
932年六月，百济将军龚直归降高丽。七月，王建亲征一牟山城。九月，后百济舟师入礼城江，焚高丽盐、白、贞三州船一百艘，又取猪山岛牧马三百匹而还。十月，后百济海军将军尚哀攻掠高丽大牛岛。高丽攻破一牟山城。
934年五月，王建至礼山镇。九月，王建亲征后百济运州，甄萱大败，熊津（今忠清南道公州市）以北三十余城降高丽。
935年三月（4月6日—5月5日），甄萱因王位继承问题被长子甄神剑逼迫退位，並被強行流放監禁到金山寺。六月，甄萱脱逃至罗州，归降高丽，王建尊其为“尚父”，以杨州（今首尔市）为其食邑。十月，新罗归降高丽。
936年二月，甄萱女婿朴英规归附高丽。六月，甄萱请求王建讨伐甄神剑。九月初八·甲午（936年9月26日），高丽与后百济会战于一利川，后百济军大败。丽军追至黄山郡（今忠清南道连山郡），神剑与其弟康州城主良剑、武州城主龙剑及文武百官归降高丽，后百济灭亡。是月，甄萱忧忿而卒。

## 君主
| 代 | 君主姓名 | 在位年份    |
| -- | -------- | ----------- |
| 1  | 甄萱     | 900年—935年 |
| 2  | 甄神劍   | 935年—936年 |